# Hadassa Górewicz-Grodska
Hadassa Górewicz-Grodska (ur. 1911 w Wilnie, zm. 1943 prawdopodobnie w Ponarach) – polska graficzka i malarka narodowości żydowskiej.

## Życiorys
Pochodziła z rodziny żydowskiej (nazwisko jest niekiedy zapisywane Gurewicz), jej ojciec był dyrektorem Gimnazjum Hebrajskiego w Wilnie, do którego sama uczęszczała. Działała w środowisku artystycznym Wilna, studiowała na Wydziale Sztuk Pięknych Uniwersytetu Wileńskiego w latach 1931–1936. Uczyła się u rzeźbiarza Stanisława Horno-Popławskiego. W czasie II wojny światowej pozostała w Wilnie. Zginęła z matką w wileńskim getcie lub w Ponarach (zob. zbrodnia w Ponarach), prawdopodobnie zamordowana przez nazistów. Wspomnienie o niej autorstwa J. Sandela ukazało się w czasopiśmie „Opinia” w 1948 roku (nr 31, s. 9). Jej biogram znalazł się m.in. w Allgemeines Lexikon der bildenden Künstler des XX Jahrhunderts (redaktor Hans Vollmer), w którym uwzględniono jedynie kilka nazwisk polskich graficzek dwudziestolecia międzywojennego.

## Twórczość

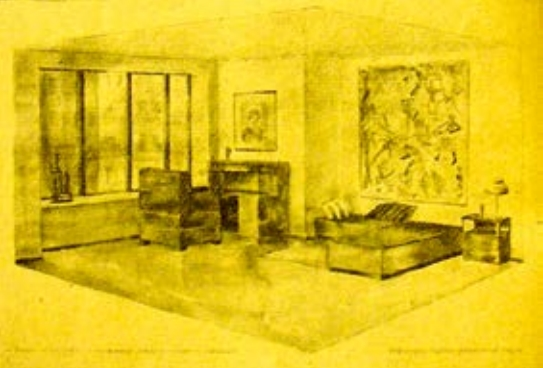
Projekt wnętrza, publ. 1935

Z okresu jej studiów w Wilnie zachował się jej projekt umeblowanego wnętrza w stylu modernistycznym, który opublikowano w albumie pt. XIII wystawa Sprawozdawcza Wydziału Sztuk Pięknych Uniwersytetu S. B. w Wilnie za rok 1934–1935 z 1935 roku. Wystawiała swoje prace w Tallinie, Warszawie, Wilnie. Inspirowała się początkowo twórczością Ludomira Sleńdzińskiego, następnie jej twórczość zbliżyła się do ekspresjonizmu. Poza malarstwem tworzyła m.in. drzeworyty.
Jej twórczość zaprezentowało Muzeum Narodowe w Krakowie na wystawie Wilno, Vilnius, Vilne 1918–1948. Jedno miasto – wiele opowieści.

### Wybrane dzieła
- Trzy boginie i Parys[1]
- Portret malarza Michała Duńca[1]
- W kawiarni, drzeworyt[1]
- Wnętrze z fortepianem, drzeworyt[1]